# Herman Spitz
Herman H. Spitz és un psicòleg estatunidenc, conegut per les seves investigacions en el camp dels test d'intel·ligència i en l'estudi del desenvolupament de les discapacitats. Ha estat director del Centre d'Investigacions E.R. Johnstone, que és un una institució estatal per a adolescents i joves amb discapacitat intel·lectual, situat a Bordentown, New Jersey, fins a la seva jubilació el 1989. Ha treballat també sota la direcció del superintendent John M. Wall, des d'agost del 1969.
Spitz estudià conceptes com l'edat mental i les habilitats dels savants autistes. Fou coautor d'una compilació i revisió de programes per intentar augmentar el nivell d'intel·ligència de persones amb discapacitat intel·lectual. Va donar a conèixer alguns com el Projecte de Carolina de Primer Intervenció en l'Alfabetització, que defensava la importància de l'educació primerenca en nens de famílies pobres. Emprant l'escala WAIS a persones amb un nivell d'intel·ligència mitjana, va notar que l'efecte Flynn es pot produir en una sola generació. També ha investigat sobre la hipòtesi hereditària del factor d'intel·ligència general, examinant els patrons del subtest Wechsler aplicat als persones amb discapacitat intel·lectual. Ha publicat dos llibres i més de cent articles en revistes especialitzades. El seu darrer llibre fou Moviments inconscients: dels missatges místics a la facilitat en la comunicació, el 1997.
El 1994 fou un dels 52 signants del "Corrent Científic de la Intel·ligència" un article escrit per Linda Gottfredson publicat al Wall Street Journal, en què es declarava el consens dels sotasignants sobre la importància dels tests d'intel·ligència arran de la publicació del llibre The Bell Curve. Es tracta d'un llibre escrit pel psicòleg Richard J. Herrnstein i el polític Charles Murray els quals defensen l'ús de tests per prevenir conductes delictives.